# Alfred D. Chandler Jr.
Alfred D. Chandler Jr. (Guyencourt, 15 settembre 1918 – Massachusetts, 9 maggio 2007) è stato uno storico statunitense.

## Biografia
Nato a Guyencourt, nello stato statunitense di Delaware, da Alfred DuPont Chandler e Coral Ramsey, ottenne una Doctor of Philosophy all'università di Harvard e poi all'università della Carolina del Nord.
Sposò Faye Martin, dalla quale ebbe quattro figli. Fu docente di storia alla Johns Hopkins University.

## Riconoscimenti
- 1978 – premio Pulitzer per la storia per The Visible Hand: The Managerial Revolution in American Business
- 1978 – premio Bancroft per The Visible Hand: The Managerial Revolution in American Business

## Opere
- Strategy and Structure: Chapters in the History of the Industrial Enterprise (1962)
- The Visible Hand: The Managerial Revolution in American Business (1977).
- The Dynamics of Industrial Capitalism (1990)
- Big Business and the Wealth of Nations (1997).
- La rivoluzione elettronica, i protagonisti della storia dell'elettronica e dell'informatica (2001)